# IC 4384
IC 4384 — галактика типу S0-a (спіральна галактика) у сузір'ї Волопас.
Цей об'єкт міститься в оригінальній редакції індексного каталогу.